# Bimba - È clonata una stella
Bimba - È clonata una stella è un film italiano del 2002 scritto, diretto e interpretato da Sabina Guzzanti.

## Trama
Bimba è una diva capricciosa e senza talento che un giorno scopre di essere il clone di un'attricetta americana la cui gloria, prima di sparire nel dimenticatoio, è durata solo pochi mesi. Questo fatto rende furiosa Bimba contro il dott. Salti, un uomo d'affari spregiudicato, autore della clonazione, ma soltanto perché ha scelto una matrice di così scarso rilievo. Pur di raggiungere il successo, nonostante un DNA di basso livello, Bimba nasconde i documenti che provano la sua clonazione e chiede alla sua cartomante di farle da agente.

## Produzione
Nella sua autobiografia Il diario di Sabna Guzz, pubblicata da Einaudi nel 2003, Sabina Guzzanti ha raccontato le varie vicissitudini avute nel corso della produzione di questo film, che fu girato in un momento in cui l'attrice era stata fortemente contestata da alcuni esponenti del centrodestra per l'imitazione di Silvio Berlusconi (proprietario della Medusa, azienda che produsse la pellicola) andata in onda durante la trasmissione televisiva L'ottavo nano..
In particolare, la data d'uscita di Bimba fu più volte rimandata: inizialmente prevista per settembre 2001, fu poi posticipata al marzo 2002 e infine al 15 novembre 2002, una data in cui secondo la Guzzanti subì la forte concorrenza di spettacoli molto attesi dal pubblico. Anche la promozione, a detta della regista, lasciò a desiderare: i passaggi televisivi volti a pubblicizzare il film furono solo 30 e la regista non potè fare promozione in nessuna trasmissione Tv.
Poichè non riscosse il successo del pubblico, Bimba venne fin da subito ritirato da quasi tutte le sale (secondo la Guzzanti, Medusa aveva proposto di cancellarlo dopo una settimana) e rimase nei palinsesti in un unico cinema periferico romano per dodici giorni; l'ultimo giorno di proiezione fu infatti il 27 novembre.

## Edizioni video
Il film non ha mai avuto edizioni in Home video, ma è stato reso disponibile dal servizio streaming Infinity TV. 